# Багатир
Багати́р — село Великоновосілківської селищної громади Волноваського району Донецької області в Україні.

## Загальні відомості
Село розташоване на лівому березі р. Вовча. Відстань до райцентру становить близько 20 км і проходить автошляхом Т 0518.

## Назва
Слово багатир означає багата людина (те саме що й багатій) і є паронімом до слова богатир (сильна людина). Через схожість слів багато хто герб села з богатирем хибно вважає промовистим.

## Історія

### Заснування
Заснований урумськими переселенцями, насильно виселеними росіянами із сіл Лака і Богатир, що в Криму, у 1780 році.
За даними на 1859 рік, у казенному селі Маріупольського грецького округу Олександрівського повіту Катеринославської губернії мешкало 1617 осіб (860 чоловічої статі та 817 — жіночої), налічувалося 281 дворове господарство, існувала православна церква, відбувалися 2 ярмарки на рік.
Станом на 1886 рік, у грецькій колонії, центрі Богатирської волості Маріупольського повіту Катеринославської губернії, мешкало 2211 осіб, налічувалося 395 дворових господарств, існували православна церква, школа й 4 лавки, відбувалося 4 ярмарки на рік.
За переписом 1897 року кількість мешканців зросла до 3258 осіб (1697 чоловічої статі та 1561 — жіночої), з яких 3253 — православної віри.
У 1908 році в селі мешкало 3680 осіб (1856 чоловічої статі та 1824 — жіночої), налічувалося 563 дворових господарства.

### Визвольні змагання та німецько-радянська війна
У 1918 р. тут встановили радянську окупацію. Але у 1919—1920 рр. село було ареною важких боїв із денікінцями.
Село Багатир у роки Другої світової війни перебувало на тимчасово окупованих територіях. 511 мешканців села було мобілізовано до Червоної Армії, 243 із них — загинули. Визволителям села, що загинули під час боїв, споруджено пам'ятник на братській могилі.

### За часів СРСР
У 1929 р. тут організували колгосп ім. Жданова. Селяни займалися землеробством, тваринництвом м'ясо-молочного спрямування, виноградарством, садівництвом.
У селі — школа, Будинок культури, 2 бібліотеки, лікарня на 40 ліжок (три лікарі та 58 осіб середнього медичного персоналу), вісім крамничок, аптека, кафе.

### Під час російсько-української війни
30 серпня 2023 року вночі російські окупаційні війська обстріляли село, зокрема й застосовуючи комплекси С-300. Внаслідок ударів загинуло двоє цивільних, ще семеро — поранені.
12 жовтня 2023 року російські окупаційні війська обстріляли село, використавши РСЗВ «Смерч». Внаслідок обстрілу загинула одна дитина, ще одна дитина і жінка отримали поранення
7 листопада 2023 року російські окупаційні війська обстріляли село, використавши РСЗВ «Смерч». Внаслідок обстрілу загинуло троє цивільних.
Великоновоселківської сільської територіальної громади, де оголосили примусову евакуацію — це села Андріївка, Богатир, Олексіївка, Зелений Кут, Костянтинопіль, Улакли і Отрадне. Станом на сьогодні залишаються перебувати тепер у 17 населених пунктах 234 дитини, це 177 сімей», — сказала Рижакова.

## Населення
За даними перепису 2001 року населення села становило 1695 осіб, із них 7,61 % зазначили рідною мову українську, 90,97 % — російську та 1,18 % — грецьку мову.